# Mézières-sur-Oise
Mézières-sur-Oise es una comuna francesa situada en el departamento de Aisne, de la región de Alta Francia.

## Geografía
Está ubicada a orillas del río Oise, a 10 km al este de San Quintín.

## Demografía
| 454 | 525 | 649 | 603 | 569 | 567 | 543 | 520 |
| Para los censos de 1962 a 1999 la población legal corresponde a la población sin duplicidades (Fuente: INSEE [Consultar]) |     |     |     |     |     |     |     |